# Araneus gemma
Araneus gemma là một loài nhện trong họ Araneidae.
Loài này thuộc chi Araneus. Araneus gemma được Henry Christopher McCooki miêu tả năm 1888.

## Hình ảnh

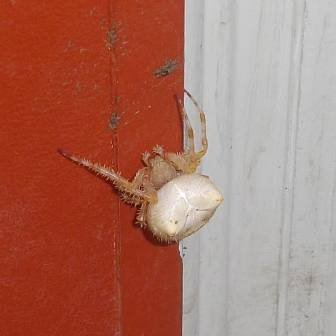
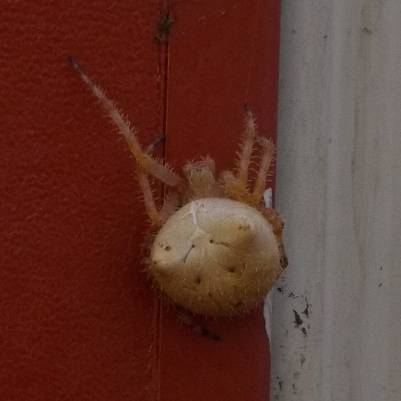